# FGF13
FGF13 (англ. Fibroblast growth factor 13) – білок, який кодується однойменним геном, розташованим у людей на X-хромосомі. Довжина поліпептидного ланцюга білка становить 245 амінокислот, а молекулярна маса — 27 564.
| 10         |  | 20         |  | 30         |  | 40         |  | 50         |
| ---------- |  | ---------- |  | ---------- |  | ---------- |  | ---------- |
| MAAAIASSLI |  | RQKRQARERE |  | KSNACKCVSS |  | PSKGKTSCDK |  | NKLNVFSRVK |
| LFGSKKRRRR |  | RPEPQLKGIV |  | TKLYSRQGYH |  | LQLQADGTID |  | GTKDEDSTYT |
| LFNLIPVGLR |  | VVAIQGVQTK |  | LYLAMNSEGY |  | LYTSELFTPE |  | CKFKESVFEN |
| YYVTYSSMIY |  | RQQQSGRGWY |  | LGLNKEGEIM |  | KGNHVKKNKP |  | AAHFLPKPLK |
| VAMYKEPSLH |  | DLTEFSRSGS |  | GTPTKSRSVS |  | GVLNGGKSMS |  | HNEST      |

A: Аланін

C: Цистеїн

D: Аспарагінова кислота

E: Глутамінова кислота

F: Фенілаланін

G: Гліцин

H: Гістидин

I: Ізолейцин

K: Лізин

L: Лейцин

M: Метіонін

N: Аспарагін

P: Пролін

Q: Глутамін

R: Аргінін

S: Серин

T: Треонін

V: Валін

W: Триптофан

Кодований геном білок за функцією належить до фосфопротеїнів. 
Задіяний у таких біологічних процесах, як нейрогенез, альтернативний сплайсинг. 
Локалізований у цитоплазмі, ядрі, клітинних відростках.